# Tanea hilaris
Tanea hilaris is een slakkensoort uit de familie van de Naticidae. De wetenschappelijke naam van de soort is voor het eerst geldig gepubliceerd in 1914 door G.B. Sowerby, III.